# Sniper Elite V2
Sniper Elite V2 è un videogioco tattico/Sparatutto in terza persona sviluppato da Rebellion Developments e pubblicato da 505 Games per Xbox 360, PlayStation 3 e PC il 4 maggio 2012, e uscito per Wii U il 31 maggio 2013. Il gioco è un remake del primo Sniper Elite del 2005. Preordinando il gioco è possibile giocare una missione bonus nella quale si ha l'opportunità di uccidere Adolf Hitler. Il 28 febbraio 2013 viene pubblicato uno spin off stand-alone dal nome Sniper Elite: Nazi Zombie Army dove bisognerà combattere orde di soldati nazisti non-morti. Nel 2014 è uscito il seguito Sniper Elite 3. Il 14 maggio 2019 esce la nuova versione rimasterizzata dello stesso gioco "Sniper Elite V2 Remastered".

## Trama
L'agente segreto Karl Fairburne è un infiltrato nella Berlino del 1945, un cecchino dell'Alleanza paracadutato dietro le linee nemiche durante la battaglia, negli ultimi giorni di Guerra. La nuova missione che Fairburne deve portare a termine, denominata Operation Paperclip, ha lo scopo di reclutare alcuni degli scienziati nazisti per metterli al servizio degli Stati Uniti. Gli obbiettivi di Karl sono 5: Wolff, Hans Von Eisenberg, Gunther Kreidl, Swaiger e Muller, sono tutti scienziati tedeschi che stavano progettando il programma V2.

## Modalità di gioco
Il gioco è uno sparatutto in terza persona con una predilezione per le meccaniche di gioco furtive e sprona il giocatore ad effettuare eliminazioni silenziose e a rimanere nell'ombra, piuttosto che sfidare i nemici a viso aperto. L'arsenale a disposizione include una gamma piuttosto ridotta di fucili da cecchino, pistole silenziate, mitragliatrici e granate.
Una delle novità introdotte da Rebellion nel gioco è la X-Ray Kill Cam, una visuale ravvicinata che si attiva quando il giocatore mette a segno un colpo particolarmente spettacolare. La telecamera segue il proiettile nel corso di un bullet time che mostra la penetrazione dello stesso nelle carni del nemico, perforando eventualmente ossa e organi interni. Le modalità multigiocatore sono 4: Campagna coop, serie di uccisioni (in cui si dovrà resistere a ondate e ondate di nemici), bombardamento (dovremmo trovare i pezzi di ricambio per il veicolo e scappare) e osservazione (uno dovrà identificare il nemico con un binocolo mentre l'altro lo dovrà uccidere con il fucile da cecchino).

### Versione per Wii U
Nonostante la versione per Wii U sia stata pubblicata oltre un anno dopo rispetto alle altre piattaforme, non è stata introdotta nessuna novità nel gioco rispetto alla versione uscita per le altre console; inoltre è stata rimossa totalmente la modalità multiplayer online co-op e sono stati eliminati anche tutti i DLC.

## Accoglienza
La rivista Play Generation diede alla versione per PlayStation 3 un punteggio di 75/100, apprezzando l'azione ragionata, il prezzo, il doppiaggio, la Kill Cam e la modalità cooperativa e come contro il comparto tecnico non all'altezza delle potenzialità di PS3 e la brevità della campagna, finendo per trovarlo un gioco d'azione originale e appassionante.